# Droga wojewódzka nr 807
Droga wojewódzka nr 807 (DW807) – droga wojewódzka klasy G w województwach mazowieckim i lubelskim  o długości około 70 km, łącząca Maciejowice z Łukowem. Droga przebiega przez powiaty garwoliński i łukowski  oraz miasta Żelechów i Łuków.

## Miejscowości leżące przy drodze wojewódzkiej nr 807
- Maciejowice
- Sobolew
- Gończyce
- Żelechów
- Kamień
- Wandów
- Stanin
- Ryżki
- Łuków